# مخيم دلتا

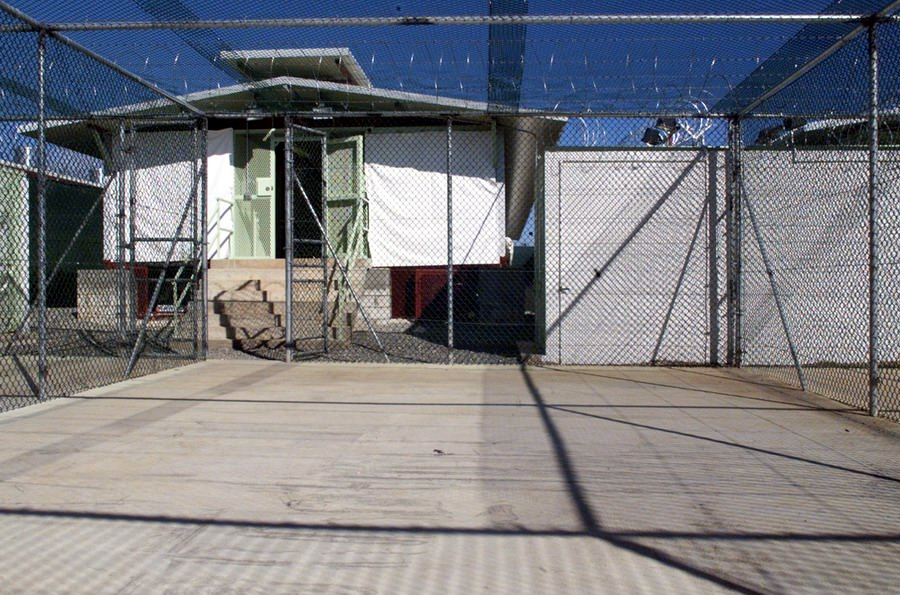
مقرات الاعتقال بمخيم دلتا في 3 ديسمبر 2002.

معسكر دلتا هو المخيم الرئيسي من معسكرات الاعتقال في خليج غوانتانامو، استُبدل مؤقتًا بمخيم إكس-راي. تم بنائه أول في الفترة ما بين 27 فبراير ومنتصف أبريل 2002 من قبل مهندسي البحرية الأمريكية وعمال شركة هاليبرتون. وهو يضم معسكرات الاعتقال من مخيم 1 إلى مخيم 6، ومخيم بلاتين المعروف بالمخيم السابع، ومخيم إغوانا، والجناح النفسي، ومخيم إيكو، ومخيم لا. ويعتبر السجن سلطة مطلقة لوجوده خارج الحدود الأمريكية في أقصى جنوب شرق كوبا، ولا ينطبق عليه أي من قوانين حقوق الإنسان، هناك ادعاءات التعذيب وإساءة معاملة السجناء.

## وصلات خارجية
- Camp Delta: Still in Need of Closure by James Day, Daily Metro, 15 July 2009
- Photos – Inside Camp Delta, Guantanamo Bay